# Fahrdorf
Fahrdorf település Németországban, Schleswig-Holstein tartományban. Lakosainak száma 2687 fő (2023. december 31.).

## Népesség
A település népességének változása:
| Lakosok száma | 1612 | 2543 | 2546 | 2579 | 2629 | 2687 |
|               | 1975 | 2017 | 2019 | 2021 | 2022 | 2023 |